# Moržegory
Moržegory (in russo Моржегоры) è un villaggio (деревня) russo del vinogradovskij rajon, nell'oblast' di Arcangelo. È centro amministrativo di uno degli otto comuni rurali del distretto.